# Winarskyhof

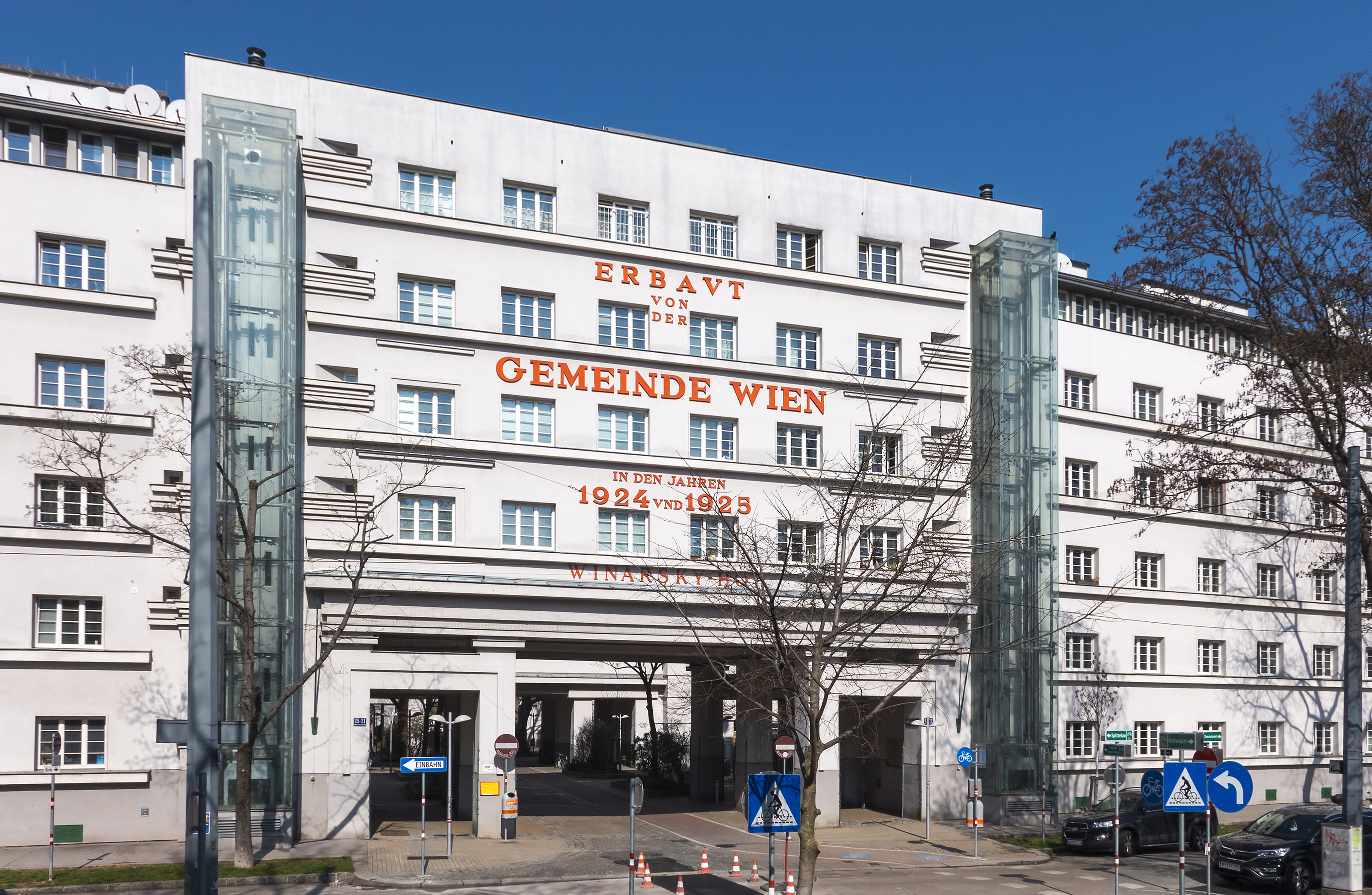
Der Winarskyhof

Der Winarskyhof ist ein Gemeindebau mit ursprünglich 534 Wohnungen in Wien–Brigittenau, der in den Jahren 1924–1925 nach Plänen von Josef Hoffmann, Peter Behrens, Oskar Strnad, Josef Frank, Oskar Wlach, Franz Schuster, Margarete Lihotzky und Karl Dirnhuber errichtet wurde. Er ist nach dem sozialdemokratischen Politiker Leopold Winarsky benannt.

## Lage, Architektur und Bedeutung
Der Winarskyhof wird als gleichzeitig monumental und schlicht beschrieben. Es handelte sich um ein Prestigeprojekt des »Roten Wien«, für dessen Gestaltung die Elite der Wiener Architektur aufgeboten wurde.
Der Winarskyhof bildet eine städtebauliche Einheit mit dem gleichzeitig geplanten Otto-Haas-Hof. Er bildet mit einer Volksschule und einem ehemaligen Entbindungsheim (später Brigitta-Spital, heute Internat Brigittenau) eine geschlossene Blockrandverbauung bzw. eine große Hofanlage, die eine zweite, kleinere Hofanlage umschließt. Die einzelnen Bauten sind entlang einer Symmetrieachse entwickelt, wobei die äußere Bebauung zum Teil aufgelockert ist. Die Anlage wird von der Leystraße durchschnitten, die viermal monumental überbrückt wird. Besonders eindrucksvoll ist die zweihundert Meter lange Front mit dem monumentalen Straßentor und expressiven Fassaden an der Winarskystraße (vormals Kaiserwasserstraße).
Für die einzelnen Teile der Anlage waren verschiedene Architekten verantwortlich; dennoch bildet der Winarskyhof eine überraschend harmonische Einheit.
Die Wohnungen waren klein, hell und günstig, verfügten über eine Zentralheizung und entsprachen einem hohen Hygienestandard.
In der Anlage gab es ursprünglich mehrere Geschäftslokale, eine Wäscherei, einen Kindergarten, eine Bibliothek, Ateliers und Werkstätten.
Im zentralen Innenhof befindet sich ein ebenerdiger Veranstaltungssaal, der zunächst das Winarsky-Kino beherbergte, neben dem »Wallenstein« und dem »Vindobona« eines von drei Großkinos des Bezirkes. Das Kino wurde 1969 geschlossen und wich zunächst einem Supermarkt. Heute befindet sich in dem Gebäude ein Kindergarten.
Auf dem Platz vor dem Durchgang zum Hof befand sich ursprünglich ein Denkmal für Ferdinand Lassalle von Mario Petrucci (1928), das nach dem Bürgerkrieg 1934 von den Austrofaschisten zerstört und 1936 abgetragen wurde.